# Episodi di Jane the Virgin (quinta stagione)
La quinta e ultima stagione della serie televisiva Jane the Virgin, composta da 19 episodi, è andata in onda negli Stati Uniti dal 27 marzo al 31 luglio 2019, sul network The CW.
In Italia la stagione è stata interamente pubblicata il 31 dicembre 2019 su Netflix.
| n° | Titolo originale     | Titolo italiano | Prima TV USA   | Pubblicazione Italia |
| -- | -------------------- | --------------- | -------------- | -------------------- |
| 1  | Chapter Eighty-Two   | Capitolo 82     | 27 marzo 2019  | 31 dicembre 2019     |
| 2  | Chapter Eighty-Three | Capitolo 83     | 3 aprile 2019  | 31 dicembre 2019     |
| 3  | Chapter Eighty-Four  | Capitolo 84     | 10 aprile 2019 | 31 dicembre 2019     |
| 4  | Chapter Eighty-Five  | Capitolo 85     | 17 aprile 2019 | 31 dicembre 2019     |
| 5  | Chapter Eighty-Six   | Capitolo 86     | 24 aprile 2019 | 31 dicembre 2019     |
| 6  | Chapter Eighty-Seven | Capitolo 87     | 1º maggio 2019 | 31 dicembre 2019     |
| 7  | Chapter Eighty-Eight | Capitolo 88     | 8 maggio 2019  | 31 dicembre 2019     |
| 8  | Chapter Eighty-Nine  | Capitolo 89     | 15 maggio 2019 | 31 dicembre 2019     |
| 9  | Chapter Ninety       | Capitolo 90     | 22 maggio 2019 | 31 dicembre 2019     |
| 10 | Chapter Ninety-One   | Capitolo 91     | 29 maggio 2019 | 31 dicembre 2019     |
| 11 | Chapter Ninety-Two   | Capitolo 92     | 5 giugno 2019  | 31 dicembre 2019     |
| 12 | Chapter Ninety-Three | Capitolo 93     | 12 giugno 2019 | 31 dicembre 2019     |
| 13 | Chapter Ninety-Four  | Capitolo 94     | 19 giugno 2019 | 31 dicembre 2019     |
| 14 | Chapter Ninety-Five  | Capitolo 95     | 26 giugno 2019 | 31 dicembre 2019     |
| 15 | Chapter Ninety-Six   | Capitolo 96     | 10 luglio 2019 | 31 dicembre 2019     |
| 16 | Chapter Ninety-Seven | Capitolo 97     | 17 luglio 2019 | 31 dicembre 2019     |
| 17 | Chapter Ninety-Eight | Capitolo 98     | 24 luglio 2019 | 31 dicembre 2019     |
| 18 | Chapter Ninety-Nine  | Capitolo 99     | 31 luglio 2019 | 31 dicembre 2019     |
| 19 | Chapter One Hundred  | Capitolo 100    | 31 luglio 2019 | 31 dicembre 2019     |